# Бровки Вторые
Бро́вки Вторы́е (укр. Бровки Другі) — село на Украине, находится в Андрушёвском районе Житомирской области.
Население по переписи 2001 года составляет 153 человека. Почтовый индекс — 13452. Телефонный код — 4136. Занимает площадь 11,007 км².

## Адрес местного совета
13451, Житомирская область, Андрушёвский р-н, с.Камени, ул.Ленина, 9